# Collège de Coqueret

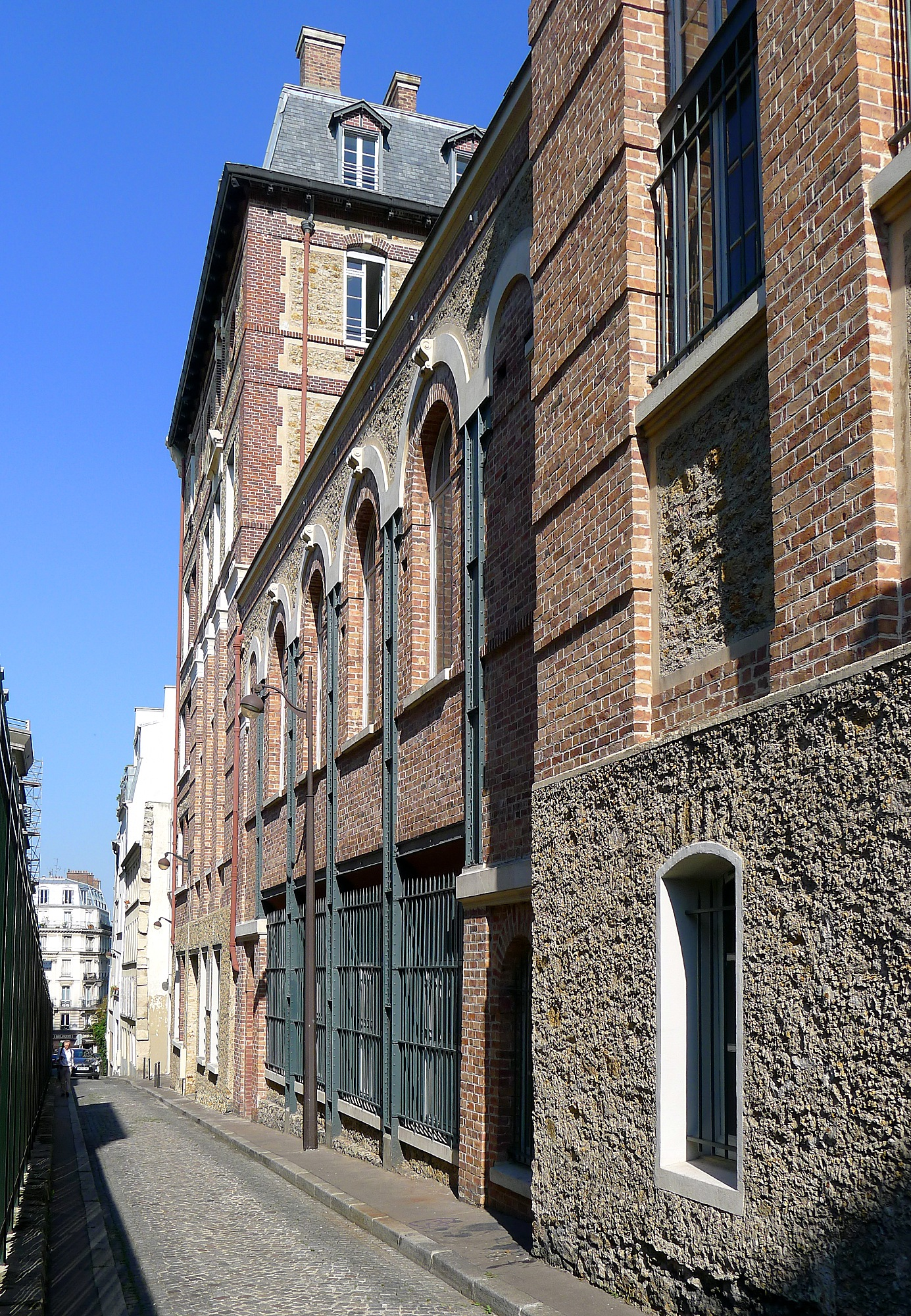
Emplacement de l'ancien collège de Coqueret qui serait situé aujourd'hui impasse Chartière.

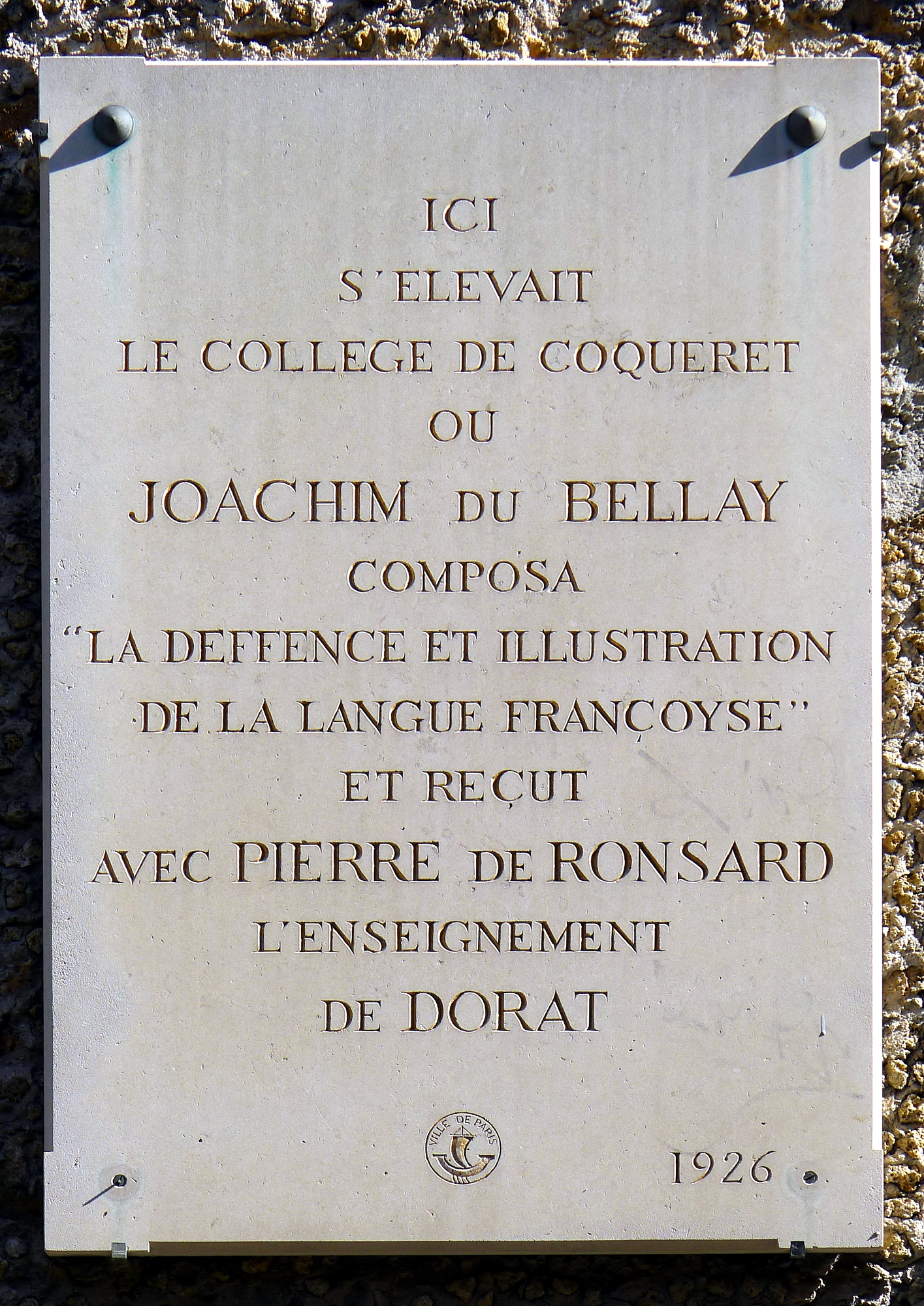
Plaque rappelant le collège de Coqueret.

Le collège de Coqueret fut fondé vers le milieu du XVe siècle par Nicolas Coqueret, prêtre d'Amiens. Il se situait à Paris sur la montagne Sainte-Geneviève dans la basse-cour de l'ancien hôtel de Bourgogne. La propriété était comprise entre les actuelles rues de Lanneau, d'Écosse et impasse Chartière. 
Geoffroy Tory en était régent en 1530, Jean Dorat en devint le principal vers 1547. Les cours d'astronomie et de médecine y étaient réputés.
C’est dans ce collège que fut abandonné le jargon scolastique de la philosophie thomiste et aristotélicienne . Ceci eut pour conséquence sa fermeture durant les troubles de la Ligue.
Joachim du Bellay, Pierre de Ronsard deux grands poètes du XVIe siècle,  Jean Antoine de Baïf, Jean Dorat, Rémy Belleau, Pierre Bunel, Alvarus Thomas et Domingo de Soto (1494-1560) y firent leurs études.